# Мур, Джордж Томас
Джордж Томас Мур (англ. George Thomas Moore, 1871—1956) — американский ботаник и альголог, специализировался на изучении водорослей. Долгое время, с 1912 по 1953 годы, был директором Ботанического сада Миссури в Сент-Луисе, штат Миссури.
Мур родился 23 февраля 1871 года в Индианаполисе, штат Индиана. Получил степень бакалавра наук в 1894 году в колледже Уобаша в родном штате, и степень бакалавра искусств в 1895 году в Гарвардском университете, продолжил там обучение, и получил степень магистра искусств в 1896 году, и наконец, в 1900 году, степень доктора философии.
Мур был принят в Ботанический сад Миссури после того как в течение двух лет в руководил кафедрой ботаники в Дартмутском колледже и некоторое время был главой лаборатории фитопатологии в Департаменте сельского хозяйства США. Он также был руководителем морской биологической лаборатории в Вудс-Холе, штат Массачусетс.
Также, с 1921 по 1923 годы, он входил в состав совета попечителей Science Service, ныне известного как Society for Science and the Public.